# USCGC Eagle (WIX-327)
El USCGC Eagle (WIX-327), inicialmente denominado Horst Wessel, es una bricbarca de la Guardia Costera de Estados Unidos utilizada como buque escuela para la formación de los futuros oficiales de la Guardia Costera. En la actualidad es el único velero, junto con el USS Constitution, que permanece en servicio militar en Estados Unidos.
Construido originalmente como el buque escuela Horst Wessel, en 1936, sirvió para formar a los marineros alemanes en técnicas de vela hasta que fue retirado del servicio activo al inicio de la Segunda Guerra Mundial. Volvió a entrar en servicio en 1942 después de que se le dotara de armamento antiaéreo. Al final de la contienda, el Horst Wessel pasó a manos norteamericanas como botín y reparaciones de guerra.

## Historial

### Orígenes y construcción
El buque comenzó como el Horst Wessel, un navío de la clase Gorch Fock. Construido y diseñado por John Stanley, el Horst Wessel era una versión mejorada del diseño original. El Horst Wessel era más grande en dimensión y sus mástiles eran todos de acero, a diferencia de las yardas de madera del Gorch Fock. El Horst Wessel comenzó como el Schiff ("barco") 508 en los astilleros de Blohm & Voss en Hamburgo, en 1936. El casco fue puesto en quilla el 15 de febrero de 1936, siendo botado 13 de junio de ese mismo año. En ese acto se tomó la famosa fotografía donde se ve a un trabajador del astillero, August Landmesser, negándose a hacer el saludo nazi en la ceremonia de botadura del buque. El 16 de septiembre quedó completado y al día siguiente fue entregado a la Kriegsmarine. Fue el segundo buque construido de la clase Gorch Fock, iniciada por el navío del mismo nombre. Rudolf Hess dio un discurso durante su botadura, en presencia de Adolf Hitler y de la madre de Horst Wessel, que fue la que bautizó la nueva nave con una botella de champán. El buque recibió el nombre en memoria del líder de las SA de Berlín, Horst Wessel, que tras su muerte había sido elevado a la categoría de mártir del Partido Nazi. Wessel también se hizo conocido por haber escrito la letra de la que luego sería como Horst-Wessel-Lied. Poco después de haber empezado los trabajos de construcción del Horst Wessel, los astilleros Blohm & Voss pusieron la quilla del acorazado Bismarck, que fue denominado Schiff 509.

### Servicio como elHorst Wessel
El SSS Horst Wessel sirvió como buque insignia de la flota de veleros buques-escuela que tenía la Kriegsmarine, la cual estaba compuesta por el Gorch Fock, el Albert Leo Schlageter y el Horst Wessel; un cuarto velero, el Mircea fue construido en 1937 para la Armada Rumana y un quinto buque, el Herbert Norkus, se encontraba en construcción aunque los trabajos se detuvieron tras el comienzo de la contienda. El primer oficial a cargo del Horst Wessel fue el capitán August Thiele, que había estado previamente a cargo del Gorch Fock, y tenía su puerto base en Kiel. Durante los tres años anteriores a la Segunda Guerra Mundial el navío realizó numerosas travesías de entrenamiento en aguas del Atlántico Norte, navegando con grupos en prácticas que consistían en futuros oficiales y suboficiales. El 21 de agosto de 1938, Adolf Hitler visitó el barco y navegó durante aproximadamente una hora antes de volver a tierra firme. A finales de año, el Horst Wessel y  el Albert Leo Schlageter emprendieron un viaje de cuatro meses hacia el Caribe y visitaron St. Thomas y Venezuela. En el camino, pescaron numerosos tiburones y tortugas en el mar y mantuvieron patos encerrados en la cubierta para que así proporcionaran huevos frescos.

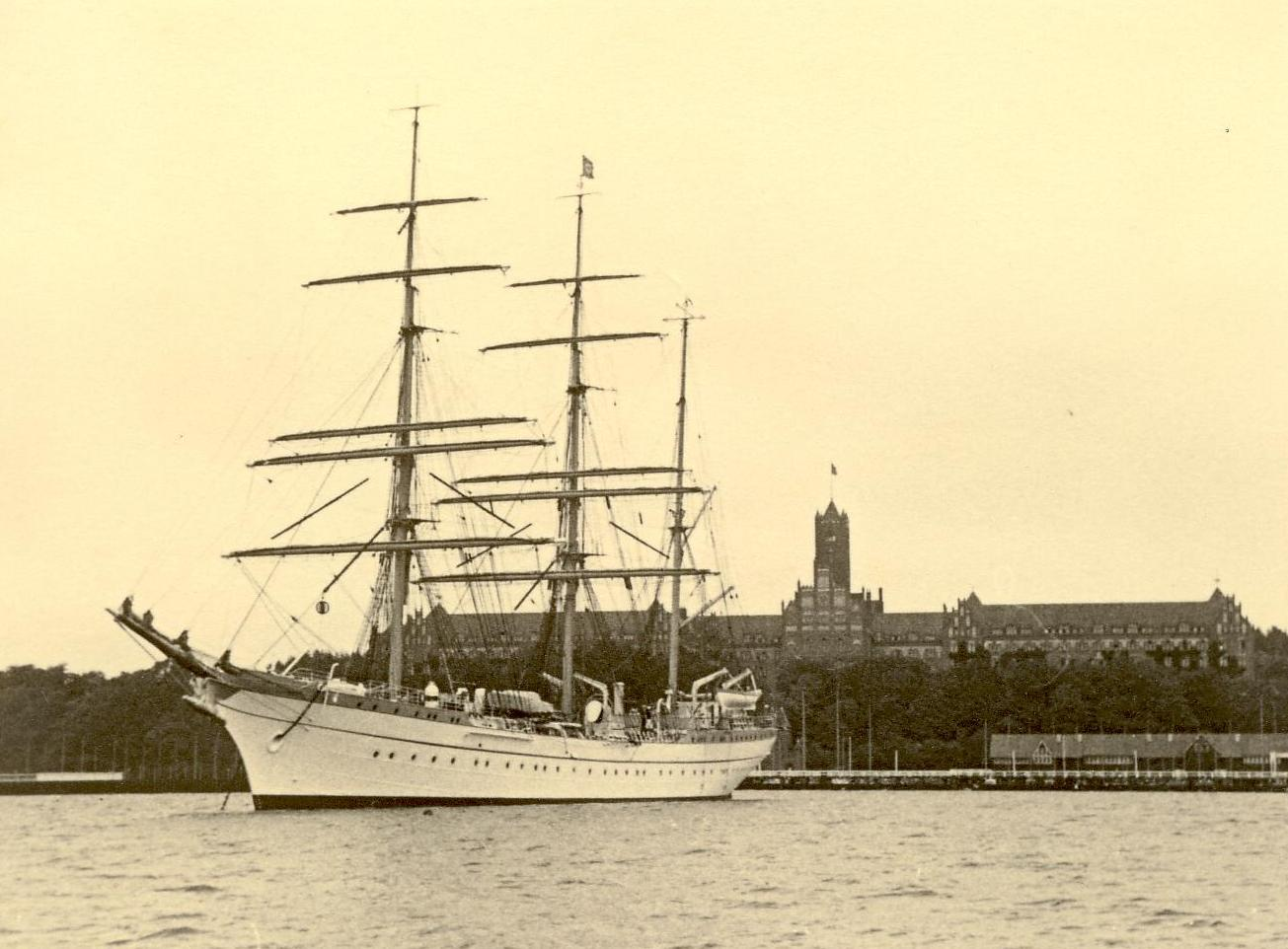
El Horst Wessel en el puerto de Flensburgo, hacia 1937.

En 1939, con el inicio de Segunda Guerra Mundial, el Horst Wessel fue dado de baja como buque-escuela de la Kriegsmarine, pero sirvió como buque escuela para la rama marítima de la Juventudes Hitlerianas, atracado en Stralsund, hasta que en 1942 fue puesto de nuevo en servicio como buque escuela de la Armada. Fueron instaladas numerosas armas en las cubiertas, incluyendo dos cañones antiaéreos de 20 mm en los laterales del puente, dos en la cubierta de proa, y dos montajes cuádruples Flakvierling de 20 mm en el centro. Desde finales de 1942 a comienzos de 1945 participó en numerosas misiones de entrenamiento en el Mar Báltico con cadetes recién salidos de formación básica. El 14 de noviembre de 1944, mientras navegaba con mal tiempo junto al Albert Leo Schlageter cerca de la isla de Rügen, el Albert Leo Schlageter golpeó una mina en el lado estribor de la proa. El buque recibió grandes daños y el Horst Wessel hubo de llevarlo a remolque para evitar que encallara, hasta que los barcos más grandes pudieron llegar al día siguiente para ayudarlo.
En abril de 1945, después de que el último cadete alemán hubiera abandonado el navío, el Horst Wessel partió de Rügen con un grupo de refugiados alemanes a bordo. El buque navegó hasta Flensburg, donde el capitán Barthold Schnibbe se rindió a los británicos, ondeó la bandera de la Unión Jack. El Horst Wessel recibió la orden de permanecer en Bremerhaven, atado a un muelle temporal, y con gran parte de su equipo despojado. Al final de la Segunda Guerra Mundial, los cuatro veleros alemanes entonces existentes fueron distribuidos entre varias naciones aliadas como reparaciones de guerra. El Horst Wessel fue ganado por los Estados Unidos en un sorteo con las marinas de guerra británica y soviética, y fue solicitado por el superintendente de la Academia de la Guardia Costera de Estados Unidos.

### Reconversión en USSEagle
El 15 de mayo de 1946 fue entregado por el capitán Gordon McGowan a la Guardia Costera de Estados Unidos como el USCGC Eagle. En junio de 1946 una tripulación de la Guardia Costera norteamericana, ayudada por el capitán Schnibbe y muchos miembros de la antigua tripulación que todavía permanecía a bordo, salieron de Bremerhaven hacia Orangeburg, Nueva York. La tripulación de voluntarios alemanes fue desembarcada en Camp Shanks y el Eagle se trasladó a su nuevo puerto base en New London, Connecticut.
Desde entonces, el Eagle ha cumplido el papel de buque-escuela de la Guardia costera. Su misión secundaria es representar a la Guardia Costera y a los EE. UU. de cara al público y la comunidad internacional. En esta función, se ha ganado el apodo de ser la "Nave más alta de América". Durante sus años de servicio como buque-escuela de la Guardia costera, ha navegado por puertos de los Estados Unidos y alrededor del mundo. Junto con sus despliegues de entrenamiento, el Eagle ha participado en varias regatas y eventos de Veleros de mástiles altos. En 1972, ante la petición del gobierno de Alemania occidental, el Eagle regresó a Alemania para visitar el país por primera vez desde 1946, llegando a estar en el puerto de Kiel. La visita incluyó una regata de cinco días con el Gorch Fock II, el sustituto de la Alemania occidental para el antiguo Gorch Fock, y el velero polaco Dar Pomorza. Después de tres días de carrera, numerosas velas a bordo del Eagle se rasgaron y el buque tuvo que ser eliminado, perdiendo la carrera. El Eagle volvería a regresar a Alemania nuevamente en 1988, 1996 (por su 60.º aniversario), 2005, y 2011 (por su 75.º aniversario).

### Pie de página
1. ↑  Showell, 2009, p. 171.
2. ↑  Showell, 2009, p. 19.
3. ↑  Showell, 2009, p. 133.
4. 1 2  Marquard, 2008, p. 19.
5. 1 2  Marquard, 2008, p. 126.
6. ↑  Holtkamp, 2008, p. 24.
7. ↑  Marquard, 2008, p. 128.
8. ↑  Holtkamp, 2008, pp. 33-54.
9. ↑  Drumm, 2001, pp. 149-150.
10. ↑  Grove, 2002, p. 49.
11. ↑  Holtkamp, 2008, pp. 56-72.
12. ↑  Holtkamp, 2008, pp. 76-82.
13. ↑  McGowan, 1998.
14. ↑  Drumm, 2001, pp. 126-127.
15. ↑  Holtkamp, 2008, pp. 104–105, 155–156.